# Aire d'attraction de Douai
L'aire d'attraction de Douai est un zonage d'étude défini par l'Insee pour caractériser l’influence de la commune de Douai sur les communes environnantes.

## Définition
L'aire d'attraction d'une ville est composée d’un pôle, défini à partir de critères de population et d’emploi ainsi que d’une couronne constituée des communes dont au moins 15 % des actifs travaillent dans le pôle. Le pôle d’attraction constitue ainsi un point de convergence des déplacements domicile-travail,.

## Géographie
L’aire d'attraction de Douai est une aire inter-départementale qui comporte 61 communes : 43 situées dans le département du Nord et 18 dans le Pas-de-Calais. 

### Carte

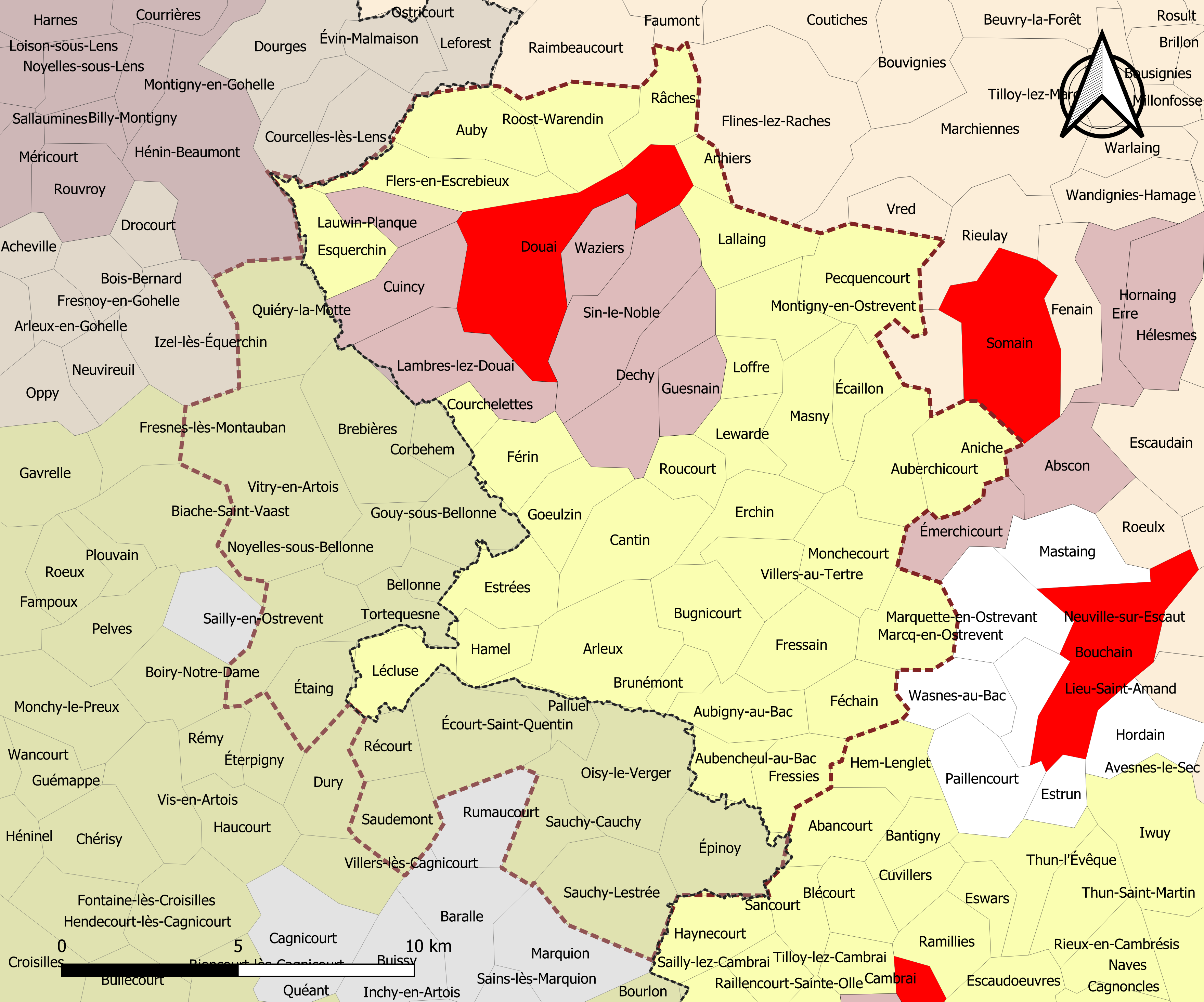
Carte de l'aire d'attraction de Douai.
Commune-centre
Commune du pôle principal
Commune de la couronne

### Composition communale
| Catégorie                  | Département   | Communes | Communes |
| Catégorie                  | Département   | Nombre   | Libellé |
| -------------------------- | ------------- | -------- | --- |
| Commune-centre             | Nord          | 1        | Douai. |
| Communes du pôle principal | Nord          | 7        | Cuincy, Dechy, Guesnain, Lambres-lez-Douai, Lauwin-Planque, Sin-le-Noble, Waziers. |
| Communes de la couronne    | Nord          | 35       | Anhiers, Aniche, Arleux, Aubencheul-au-Bac, Auberchicourt, Aubigny-au-Bac, Auby, Brunémont, Bugnicourt, Cantin, Courchelettes, Écaillon, Erchin, Esquerchin, Estrées, Féchain, Férin, Flers-en-Escrebieux, Fressain, Fressies, Gœulzin, Hamel, Lallaing, Lécluse, Lewarde, Loffre, Marcq-en-Ostrevent, Masny, Monchecourt, Montigny-en-Ostrevent, Pecquencourt, Râches, Roost-Warendin, Roucourt, Villers-au-Tertre. |
| Communes de la couronne    | Pas-de-Calais | 18       | Bellonne, Brebières, Corbehem, Écourt-Saint-Quentin, Épinoy, Étaing, Gouy-sous-Bellonne, Noyelles-sous-Bellonne, Oisy-le-Verger, Palluel, Quiéry-la-Motte, Récourt, Sailly-en-Ostrevent, Sauchy-Cauchy, Sauchy-Lestrée, Saudemont, Tortequesne, Vitry-en-Artois. |

## Démographie
Cette aire est catégorisée dans les aires de 50 000 à moins de 200 000 habitants, une catégorie qui regroupe 18,4 % de la population au niveau national,.